# لیلی کرنیک
لیلی کامل کَرنیک سرکسیان (ارمنی: Լիլի Կարնիկ ‏، ۱۹۳۹ – ۲۰ نوامبر ۲۰۱۲) شاعر فلسطینی بود. او در طولکرم در خانواده‌ای ارمنی به دنیا آمد و در آنجا تحصیل کرد، سپس با خانواده‌اش به رام‌الله رفت و در آنجا تحصیلات متوسطه خود را در مدرسه دخترانهٔ فرندز به پایان رساند. به عنوان معلم در مدارس آنروا در دیر عمار، قلندیه و الجلازون مشغول به کار شد. سپس به لبنان نقل مکان کرد و پس از آن به وطن بازگشت و در رام‌الله اقامت گزید. او در سال ۱۹۷۳ اولین مجموعه شعر خود را به نام «بر بال‌های ماه» منتشر کرد. کرنیک یکی از اولین پیشگامان جنبش شعر فمینیستی فلسطینی و یکی از بنیانگذاران اتحادیه نویسندگان و ادیبان فلسطین بود. 

## زندگی و پیشه
لیلی کامل کَرنیک سرکیسیان در سال ۱۹۳۹ در خانواده‌ای مسیحی فلسطینی در شهر طولکرم در سرپرستی فلسطین به دنیا آمد که ریشهٔ اجدادی آنها ارمنی بودند.تحصیلات ابتدایی، راهنمایی و متوسطه را در مدارس شهر خود طولکرم گذراند. او دبیرستان را در مدرسه دخترانه فرندز به پایان رساند. او مدرک دانشگاهی خود را در رشتهٔ روان‌شناسی از دانشکدهٔ ملی قاهره گرفت و تحصیلاتش در این رشته به مدت دو سال به طول انجامید.
لیلی کرنیک به بخش آموزش پیوست و به عنوان معلم در گروهی از مدارس فلسطینی مانند مدارس اونروا در دیر عمار، قلندیه و الجلازون کار کرد. او مدتی به لبنان نقل مکان کرد، سپس به سرزمین مادری خود، فلسطین بازگشت و کار خود را در مدارس اونروا ادامه داد.

### در ادبیات
لیلی کرنیک در پانزده سالگی حیات ادبی خود را آغاز کرد و در ابتدا تحت تأثیر مکتب رمانتیک قرار گرفت و جبران خلیل جبران بیشترین تأثیر را بر نوشته‌ها و متون شعری او داشت. انتشار اشعارش را از نیمهٔ اول دههٔ ۱۹۶۰ در روزنامه‌ها و نشریات ادبی فلسطینی و عربی مانند مجلهٔ «الأفق الجدید» فلسطین، مجلهٔ ادبی فلسطینی «البیادر» و مجله «الادیب» لبنانی آغاز کرد. نخستین مجموعه شعرش را در سال ۱۹۷۳ با عنوان «روی بال‌های ماه» (به عربی: على أجنحة القمر) چاپ کرد. او در برپایی اتحادیه عمومی نویسندگان و ادیبان فلسطینی در ۱۹۶۶ مشارکت داشت و یکی از مؤسسان آن شمرده می‌شود. در پی اشغال سرزمین‌های فلسطینی توسط اسرائیل در ژوئن ۱۹۶۷، لیلی کرنیک به همراه فدوی طوقان و دیگران شروع به احیای زندگی ادبی فلسطینیان تحت اشغال کردند. شعرهای فلسطینی بار دیگر ظاهر شدند و به دنبال آن گروهی دیگر از شاعران نو به صحنهٔ ادبی فلسطین پیوستند که لیلی کرنیک یکی از آنان بود.در سال ۱۹۷۵، لیلی کرنیک مجلهٔ ادبی «صوت الجیل» را تأسیس کرد و دبیرخانهٔ تحریریهٔ مجله به او سپرده شد که اولین شمارهٔ آن در پایان مارس ۱۹۷۵ منتشر شد. کرنیک در شعر خود به مکتب شعر منثور و نثر شعری تعلق داشت.او در طول زندگی خود یکی از چهره‌های جنبش ادبی فلسطین و یکی از نمادهای نویسندگی و شعر در سرزمین‌های فلسطینی بود و قلم او بر صحنه فرهنگی فلسطین تأثیر گذاشت.او در مراسم‌های شعری شرکت می‌کرد و همچنین یکی از چهره‌های جنبش فمینیستی فلسطین شمرده می‌شود. او پیش از مرگش از صحنهٔ فرهنگی کنار رفت.

## درگذشت
لیلی کرنیک روز ۱۹ نوامبر ۲۰۱۲ در رام‌الله به سن ۷۳ سالگی درگذشت. چندین شخصیت و سازمان در فلسطین سوگوارش شدند. اسقف عمومی انگلیکن، سهیل دوانی نیز درگذشت او را تسلیت گفت.

## آثار
از جمله مجموعه شعرهای وی و عناوین عربی آن‌ها:
- على أجنحة القمر: ۱۹۷۳
- قطرات شوق فوق رصيف العبور: ۱۹۷۸
- شلال الألق: ۱۹۹۴